# Marcelo Rodríguez
Marcelo Rodríguez Jurado (Buenos Aires, 19 febbraio 1953 – Buenos Aires, 1º gennaio 1972) è stato un rugbista a 15 argentino, tre quarti centro del San Isidro; morì a causa di un incidente stradale pochi mesi dopo il suo debutto da internazionale al Sudamericano 1971.

## Biografia
Figlio di Arturo, pugile olimpico, rugbista internazionale e fondatore nel 1935 del San Isidro, Marcelo Rodríguez si formò rugbisticamente nel club di suo padre; esordì in prima squadra nel campionato URBA del 1971 e fu tra i giovani giocatori che si misero subito in evidenza in ottica internazionale.
In occasione del campionato sudamericano di quell'anno, Rodríguez fu inserito nella lista di promesse, di cui faceva parte anche Hugo Porta, che debuttarono con la maglia dei Pumas.
A livello personale Rodríguez si mise in luce con dieci mete marcate complessivamente in tutto il torneo, oltre a 11 trasformazioni e due calci franchi per un totale di 58 punti, che gli valsero sia il titolo di metaman che di miglior realizzatore di quell'edizione di campionato.
Tornato nel club, fu decisivo nella finale del campionato provinciale di Buenos Aires per la conquista del titolo contro i rivali del CASI: un suo calcio piazzato, infatti, diede la vittoria e il trofeo alla sua squadra.
Nella notte di capodanno del 1972 rimase vittima di un incidente automobilistico insieme a un suo compagno di squadra, Julio Walter.

## Palmarès
- Campionati sudamericani: 1
Argentina: 1971
- Campionati URBA: 1
San Isidro Club: 1971